# Roland (Piccinni)
Roland ist eine Tragédie lyrique in drei Akten (fünf Bildern) von Niccolò Piccinni (Musik) mit einem Libretto von Jean-François Marmontel nach Philippe Quinaults Libretto zu Lullys Oper Roland, die wiederum auf dem Versepos Orlando furioso von Ludovico Ariosto basiert. Die Uraufführung fand am 27. Januar 1778 im Palais Royal der Pariser Oper statt.

## Handlung
Die Oper handelt von der Liebe des Paladins Roland zur Königin Angélique, die sich jedoch in den einfachen Soldaten Médor verliebt hat. In den ersten beiden Akten wird vorwiegend Angéliques innerer Konflikt zwischen der möglichen ehrenhaften Beziehung zu Roland und ihrer unstandesgemäßen Liebe zu Médor thematisiert. Nachdem sie sich für Médor entschieden hat, greift sie zu einer List, um dem erwarteten Zorn Rolands zu entgehen und heimlich mit Médor das Land zu verlassen. Der dritte Akt zeigt Rolands Reaktion darauf. Nachdem er bei einer Hirtenhochzeit von Angéliques Betrug erfahren hat, wird er vor Schmerz wahnsinnig. Die Fee Logistille (eine dea ex machina) heilt ihn auf magische Weise von seiner Raserei, so dass er sich wieder seinen Pflichten bei der Verteidigung des Vaterlands zuwenden kann.
Die Szenenaufteilung der folgenden Inhaltsangabe entspricht dem 1778 in Toulouse erschienenen Libretto. Die im selben Jahr in Paris erschienene Ausgabe ist im Vergleich dazu etwas verkürzt.

### Erster Akt
Ein Dorf
Szene 1. Angélique, die Königin von Cathay, muss sich zwischen Ruhm und Liebe in Gestalt zweier Männer entscheiden. Der berühmte Paladin Roland verehrt sie glühend, doch sie selbst liebt den heidnischen Soldaten Médor, den sie nach einer Verwundung auf dem Schlachtfeld gesundgepflegt hatte. Auf Anraten ihrer Vertrauten Thémire beschließt Angélique, ihre Liebe zu Médor aufzugeben, für die sie Scham empfindet (Angélique: „Oui, je le dois, je suis reine“). Die beiden ziehen sich zurück, als sie Médor kommen sehen.
Szene 2. Médor leidet zutiefst wegen seiner unstandesgemäßen und daher hoffnungslosen Liebe zu Angélique (Médor: „Je la verrai“).
Szene 3. Médor beneidet Roland um seinen Erfolg. Angélique tröstet ihn damit, dass Roland die meiste Zeit abwesend sei und sie ihn nicht einmal vermisse. Dennoch teilt sie Médor mit, dass sie sich von ihm trennen müsse und er schnellstmöglich abreisen solle. Médor ist untröstlich. Er kann sich ein Leben ohne sie nicht vorstellen (Duett Angélique/Médor: „Soyez heureux loin d’elle“).
Szene 4. Kaum ist Médor gegangen, bereut Angélique bereits ihre Entscheidung (Angélique: „Non, rien n’égale mon malheur“). Sie will Thémire hinterherschicken, damit sie ihn zurückholt (Angélique: „Je renonce à ce que j’aime“).
Szene 5. Da erscheint ein Inselbewohner mit seinem orientalischen Gefolge und überreicht Angélique im Auftrag Rolands ein wertvolles Armband als Symbol seiner Liebe. Die Inselbewohner tanzen.

### Zweiter Akt
Der Brunnen der Liebe inmitten eines Walds
Szene 1. Verzückte Liebende besingen tanzend den Brunnen der Liebe (Chor: „Onde echanteresse“ oder „Source enchanteresse“). Eine eifersüchtige Liebende versucht, aus dem Brunnen des Hasses zu trinken, lässt sich dann aber von anderen Liebenden davon überzeugen, stattdessen aus demjenigen der Liebe zu trinken.
Szene 2. Um ihre Liebe zu Médor zu vergessen, sucht Angélique mit Thémire nach dem von Merlin verzauberten Brunnen des Hasses. Dieser befindet sich im Wald neben dem Brunnen der Liebe. Angélique erkennt, dass sie lieber sterben wolle als ihre Liebe zu Médor in Hass zu verwandeln. Als Roland auftaucht, nimmt sie einen Zauberring in den Mund, durch den sie unsichtbar wird.
Szene 3. Beobachtet von der unsichtbaren Angélique beklagt sich Roland bei Thémire über deren Undankbarkeit und Grausamkeit. Ihretwegen hat er alles aufgegeben und sogar König Karl bei der Verteidigung von Paris gegen die Heiden im Stich gelassen (Roland: „Je me reconnois, je respire“).
Szene 4. Nachdem sich Roland traurig zurückgezogen hat, wird Angélique wieder sichtbar. Sie teilt Thémire mit, dass Roland ihr Herz nicht gewinnen könne. All ihre Gedanken seien bei Médor (Angélique: „C’est l’Amour qui prend soin“).
Szene 5. Da kommt Médor auch schon – zutiefst verzweifelt nach seiner Zurückweisung durch Angélique will er in der Einsamkeit seinem Leben ein Ende bereiten. Angélique schickt Thémire fort und macht sich wieder unsichtbar.
Szene 6. Als Médor seinen Degen zieht, um sich zu erdolchen, greift Angélique ein und versichert ihm, wie viel er ihr bedeute (Médor: „Je vivrai, si c’est votre envie“). Er solle in Zukunft als ihr Gemahl und König an ihrer Seite herrschen. Doch da Roland immer noch in der Nähe ist, bittet sie ihn, sich vorerst zurückzuziehen.
Szene 7. Angélique weiß, dass sie den Zorn Rolands fürchten muss. Das gibt ihr das Recht, ihn zu täuschen.
Szene 8. Roland kehrt zurück und trifft nun endlich auf Angélique. Auf seine Vorwürfe und Liebesbeteuerungen entgegnet sie, dass sie Angst vor ihm habe und ihm deshalb aus dem Weg gehen müsse. Ihr Volk erwarte zudem ihre Rückkehr (Duett: „Mon cœur, libre encore, veut fuir un vainqueur“).
Meereshafen
Szene 9. Chinesische Matrosen drängen die glücklichen Liebenden dazu, vor der Eifersucht Rolands aus dem Land zu fliehen. Die Winde seien gerade günstig.
Szene 10. Als Médor mit Thémire erscheint, huldigen die Matrosen ihm als neuen König. Médor vergleicht seine wiedergewonnene Liebe zu Angélique mit der Rettung vor einem Schiffbruch (Médor: „L’amour m’a sauvé du naufrage“). Alle tanzen.
Szene 11. Angélique und Médor reisen gemeinsam ab (Duett: „Allons dans une paix profonde“).

### Dritter Akt
Grotte in einer Bocage
Szene 1. Roland glaubt, dass Angélique sich für ihn entschieden habe. Er schwelgt in höchsten Liebeswonnen und kann ihr nächstes Rendezvous am Brunnen der Liebe kaum abwarten. Sein Freund Astolfe erinnert ihn daran, dass das Reich seine Hilfe bei der Verteidigung gegen die Barbaren dringend benötige. Doch Roland kann seine Gedanken nicht von Angélique abwenden. Astolfe entfernt sich.
Szene 2. Während Roland seine Liebe besingt (Roland: „Ah j’attendrai longtemps“), entdeckt er an der Wand der Grotte ein Liebesgedicht, das Angélique und Médor dort eingeritzt haben. Da er den Namen Médor noch nie gehört hat, glaubt er zunächst, sie habe ihm selbst diesen Spitznamen gegeben. Doch dann liest er weitere Verse in anderer Handschrift, die erste Zweifel wecken. In diesem Moment erklingt in der Ferne ländliche Musik: Hirten feiern die bevorstehende Hochzeit von Coridon und Bélise. Roland zieht sich zurück.
Szene 3. Die Hirten feiern, und Coridon und Bélise schwören sich ewige Liebe.
Szene 4. Roland kehrt zurück, um die Hirten nach Angélique zu befragen. Coridon und Bélise vergleichen ihre eigene Liebe mit derjenigen von Angélique und Médor. Roland erfährt nun, dass die beiden das Land verlassen haben, aber die ganze Gegend, die Bäume, Felsen und die Höhle, noch von ihrer Liebe zeugen. 
Szene 5. Bélises Vater Tersandre berichtet, dass Angélique und Médor aus Sorge um ihre Sicherheit geflohen sind. Angélique hat Tersandre als Andenken ein Armband zurückgelassen, das Roland sofort als sein Geschenk erkennt. Das ist zu viel für ihn. Als die Hirten fröhlich die Liebe Angéliques und Médors bejubeln, springt er zornig auf. Die Hirten fliehen erschrocken.
Szene 6. Unfähig, diese Neuigkeiten zu verarbeiten, verfällt Roland dem Wahnsinn (Roland: „Je suis trahi, ciel“ – „Ah! je suis descendu dans la nuit du tombeau“). Er tobt, zerstört die Schriftzüge an der Grottenwand und reißt Bäume und Felsen aus. Schließlich vermeint er, eine Furie zu sehen, der er „ein schreckliches Beispiel von Liebesqualen“ zeigen müsse.
Szene 7. Eine Sinfonie verkündet die Ankunft der Fee Logistille, die auf einem Wagen erscheint und Roland wieder zur Vernunft bringt.
Ein Feldlager
Szene 8. Logistille und französische Edelleute fordern Roland auf, die Waffen zu ergreifen, um neuen Ruhm zu gewinnen. Roland nimmt seinen Degen und seine Rüstung an sich, stimmt in die Waffenrufe ein und sagt sich von Liebesverwirrungen los. Die Oper endet mit einem Militärmarsch.

## Gestaltung

### Libretto
Marmontel orientierte sich bei seinen Libretti an den Texten Pietro Metastasios. Eine besondere Bedeutung haben für ihn „isometrische“ Textstrophen als Basis für die bei der italienischen Partei beliebten „chants périodiques“.
Bei seiner Bearbeitung von Quinaults Roland-Libretto strich er die Handlung auf das Wesentliche zusammen, entfernte Nebenhandlungen und kürzte die Divertissements. Er entfernte zudem den Prolog (eine Huldigung an Ludwig XIV.) und reduzierte die Anzahl der Akte von fünf auf drei. Durch die Kürzungen entstanden allerdings auch logische Brüche. Beispielsweise wird nicht deutlich, warum sich Roland am Anfang des dritten Aktes so sicher ist, dass Angélique zu dem vereinbarten Rendezvous kommen wird. Auch seine wundersame Heilung durch die Fee Logistille wird nicht mehr ausreichend motiviert.
Dadurch, dass Marmontel große Teile der Originalverse beibehielt, entstand eine Mischung von alten und neuen Versen.

### Musik
Piccinni unterteilte seine Oper nicht in Musiknummern, sondern orientierte sich an der Szenenfolge des Librettos. Im Wesentlichen besteht Roland aus langen Szenen, in denen die drei Hauptfiguren musikalisch ihre Gefühle offenbaren.
Roland vereinigt in Text und Musik französische und italienische Elemente. Die Arien orientieren sich weitgehend am italienischen Schema. Sie sind durch „periodische Gestaltung der Melodie, motivische Stringenz und Einheit des Affekts“ gekennzeichnet. Die kurzen „Airs“ der Titelpartie und die Art der Deklamation verweisen dagegen auf französische Traditionen. Doch ist die Integration der beiden Stile noch nicht so weit fortgeschritten wie in Piccinnis späteren Werken.
Piccinnis Musik hat eine höhere Qualität als das Libretto, das gelegentlich stumpf und unzusammenhängend wirkt. Knaurs Opernführer nannte sie ein „Meisterstück feinster Charakterisierungskunst.“ Doch fehlen im Gegensatz zu Glucks Iphigénie-Opern eine „humanistische Botschaft“ sowie „musikalische Geschlossenheit und Potenz“.
Die Arienformen variieren. Es gibt durchkomponierte Arien wie die Auftrittsarie Angéliques „Oui, je le dois, je suis reine“ (erster Akt, Szene 1), Médors „Je vivrai, si c’est votre envie“ (zweiter Akt, Szene 6) und Rolands „Ah j’attendrai longtemps“ (dritter Akt, Szene 2), des Weiteren zweiteilige Arien, in denen derselbe Text zweimal vertont ist, und Da-capo-Arien wie Médors „Je la verrai“ (erster Akt, Szene 2) oder Angéliques „C’est l’Amour qui prend soin“ (zweiter Akt, Szene 4).
Als bedeutendste Szene der Oper gilt die zweite Szene des dritten Akts, in der Roland im Wald sein vereinbartes Treffen mit Angélique kaum erwarten kann. Der musikalische Ablauf von Rezitativ, Arioso und Air (F-Dur bis g-Moll) orientiert sich eng an der Handlung. Jede Erwähnung Médors wird von Streicher-Tremoli begleitet. Abgeschlossen wird die Szene von einer Wut-Arie („Je me reconnois, je respire“) in ABA-Form. Diese Szene enthält das einzige ausgedehnte Arioso der Oper. Eine weitere wichtige Szene Rolands ist sein Wahnsinns-Monolog „Je suis trahi, ciel“ – „Ah! je suis descendu dans la nuit du tombeau“ (dritter Akt, Szene 6). Letzteres steht in f-Moll und moduliert bis b- und es-Moll.
Médors virtuose heroische Arie „L’amour m’a sauvé du naufrage“ (zweiter Akt, Szene 10), in der er seine Gefühle mit der Rettung von einem Schiffbruch vergleicht, könnte ebenso in einer Opera seria nach einem Text Metastasios stehen, von denen Piccinni bereits etliche vertont hatte.
Das Duett Angélique/Médor „Soyez heureux loin d’elle“ (erster Akt, Szene 3, Largo cantabile – Allegro vivace) ist ein Vorläufer der späteren Abfolge von Cavatine und Cabaletta.
Der Eingangschor des zweiten Akts „Onde echanteresse“ galt wegen seiner „vollkommen quadratischen Periodik“ als Muster der klassizistischen Vorlieben der Piccinnisten. Der Aufbau der Schäfermusik („musique champêtre“) im dritten Akt dagegen ist am Vorbild Lullys orientiert.

### Instrumentation
Die Orchesterbesetzung der Oper enthält die folgenden Instrumente:
- Holzbläser: zwei Flöten (auch Piccolo), zwei Oboen, zwei Klarinetten, zwei Fagotte
- Blechbläser: zwei Hörner, zwei Trompeten, Posaune
- Pauken, Schlagzeug: Becken, Tamburin
- Streicher: Violine 1, Violine 2, Bratschen, Violoncelli, Kontrabässe

## Werkgeschichte
Der italienische Komponist Niccolò Piccinni hatte 1776 ein Angebot des französischen Hofs angenommen, nach Paris überzusiedeln. Er sollte dort die italienische Partei des neapolitanischen Botschafters Marquis Domenico Caracciolo und des Abbé Ferdinando Giuliani gegen die französische Fraktion der Gluck-Anhänger unterstützen.
Piccinnis erste französische Opernarbeit für die Pariser Académie Royale war Roland, für den Jean-François Marmontel ein altes Libretto Philippe Quinaults anpasste, das bereits 1685 von Jean-Baptiste Lully vertont worden war (→ Roland). Sie war als Gegenpol zu Glucks Oper Armide vorgesehen. Gluck selbst hatte zu dieser Zeit möglicherweise ebenfalls Pläne für eine Roland-Oper, die er aber aufgab, als er von Piccinnis Auftrag erfuhr.
Da Piccinni der französischen Sprache kaum mächtig war, arbeitete er bei der Komposition eng mit Marmontel zusammen, von dem er auch Sprachunterricht erhielt. Noch vor Fertigstellung des Werks brach der sogenannte Piccinnistenstreit aus, in dem es um den Vorrang der italienischen oder der französischen Oper ging. Marmontel stellte sich mit seinem Essai sur les révolutions de la musique en France von 1777 auf die Seite Piccinnis und der italienischen Musik. Piccinni beendete die Komposition bereits im Juni 1777, doch verzögerte sich die Aufführung noch um einige Monate.
Bei der Uraufführung am 27. Januar 1778 im Palais Royal der Pariser Oper sangen Henri Larrivée (Roland), Rosalie Levafsseur (Angélique), Lebourgeois (Thémire), Joseph Legros (Médor), Tirot (Astolfe), Étienne Lainez (Coridon), Anne-Marie-Jeanne Gavaudan „l’aînée“ (Bélise), Jean-Pierre Moreau (Tersandre), Nicolas Gélin (Un insulaire) und Châteauvieux (Logistille). Die Choreographie des Balletts stammte von Jean Georges Noverre.
Piccinni war aufgrund der Streitigkeiten in Paris wenig optimistisch. Er zählte selbst zu den Bewunderern Glucks und wollte die Oper zurückziehen und heimlich die Stadt verlassen. Dennoch wurde seine Oper ein großer Erfolg, an dem auch die Angriffe der „Gluckisten“ und Proteste der Mitwirkenden nichts änderten – Glucks Armide dagegen wurde zunächst kritisch aufgenommen. An Roland rühmten die Kritiker neben dem Monolog der Titelfigur im dritten Akt vor allem die Arien und Duette. Außerdem bemerkten sie positiv, dass Marmontel die Gesangsnummern im Vergleich zur Vorlage Quinaults sinnvoller verteilt habe und die Handlung somit stringenter wurde. Im ersten Jahr gab es mehr als 20 Aufführungen, 1779 waren es 18, und 1780 weitere 21. Roland hielt sich bis 1793 an der Pariser Oper. Es gab nur wenige Produktionen außerhalb Frankreichs, darunter 1779 in Kopenhagen (konzertante Teilaufführung), 1781 in Stockholm (schwedische Übersetzung von Adolf Fredrik Ristell, Musikfassung von Lars Lalin), Kassel (hier auch 1784) und Lille sowie 1782 in Lüttich. Eine deutsche Textfassung von David August von Apell wurde 1802 in Göttingen herausgegeben.
Wie von der Vorgängeroper Lullys wurden auch von Piccinnis Roland mehrere Parodien erstellt. Schon nach zwei Monaten erschien Dorvignys La rage d’amour an der Comédie-Italienne. 1778 wurde in Marly Jean-Étienne Despréaux’ Romans gegeben und 1783 in Stockholm (auch 1784 in Göteborg) die Komödie Donnerpamp von Carl Israel Hallman (Text), Carl Stenborg und Johan David Zander (Musik).

## Aufnahmen
- Juli 2000 (live aus Martina Franca; Revision von Giuseppe Pastore und Luisa Cosi): David Golup (Dirigent), Orchestra Internazionale d’Italia, Bratislava Sluk Chamber Chorus. Luca Grassi (Roland), Alla Simoni (Angélique), Sara Allegretta (Thémire), Stefania Donzelli (Médor), Kim Hyung-Dong (Astolfe), Daniele Gaspari (Coridon und Un insulaire), Eléna Lopéz (Bélise), Giacomo Rocchetti (Tersandre), Lei Ma (Logistille). Dynamic Klassic Center 367 1-3 (3 CD).[8]